# Počátecký vrch
Der Počátecký vrch (deutsch Ursprungberg) bei Počátky (deutsch Ursprung) in Tschechien ist bei landläufiger Gliederung mit 819 m die höchste Erhebung im Elstergebirge. Er liegt nahe der Grenze zu Deutschland und ist bis zum Gipfel bewaldet. 
Der Name des Berges wird davon abgeleitet, dass mehrere Bäche ihre Quelle (Ursprung) an seinen Hängen haben. Im Südwesten und Süden entspringen Zadní Liboc und Přední Liboc, die beiden Quellbäche des Libocký potok (deutsch hinterer und vorderer Leibitschbach). Nach Osten fließt der Markhausener Bach zur Zwota (Zwodau). Auf der Westseite zum Erlbacher Ortsteil Landesgemeinde hin befinden sich mehrere kleine Quellen des Schwarzbaches.
Der "Ursprungberg" wird als nordöstlicher Grenzpunkt, der das Gebiet der Regensburger, Prager und Naumburger Diözese trennt, bereits im Jahre 1150 erwähnt. Er markierte auch den nördlichsten Grenzpunkt des alten Egerlandes.